# Medalla del Atlántico Sur
La Medalla del Atlántico Sur es una condecoración de campaña británica, otorgada a todo el personal británico, ya sea civil o militar, que haya prestado servicio durante la guerra de las Malvinas en 1982, que enfrentó al Reino Unido contra la Argentina. Fueron otorgadas alrededor de 33.000 medallas. La South Atlantic Medal Association, organización de ayuda a los veteranos británicos de Malvinas, fue creada en 1997 para los recipendarios de la medalla.

## Apariencia
La medalla se encuentra hecha de cuproníquel, y tiene 36 mm de diámetro. Fueron fabricadas por la Royal Mint y confeccionadas por la Army Medal Office en Droitwich. Tiene el siguiente diseño:
En el anverso se encuentra la efigie de la reina Isabel II mirando hacia la derecha, conteniendo la inscripción ELIZABETH II DEI GRATIA REGINA FID:DEF («Isabel II, por la gracia de Dios, Reina y Defensora de la Fe»).
En el anverso se encuentra el escudo británico de las islas Malvinas, que contiene las frases «DESIRE THE RIGHT» («Desea lo justo», una alusión al buque de John Davis, «Desire»). Contiene una hoja de laurel debajo y la inscripción «SOUTH ATLANTIC MEDAL» (Medalla del Atlántico Sur), casi sobre el borde.
Las iniciales y el apellido del recipendario, así como su rango o servicio, el número de servicio, como también su unidad y función, se encuentran grabados en diamante en el canto; sin embargo, para los petenecientes a los oficiales de la Marina Real, siguiendo con la tradición, no incluye el número de servicio.
La cinta de 32 mm tiene un centro turquesa, flanqueada de lado a lado por blanco y tiras de «azul imperio», sombreada con colores azules, a manera de simbolizar el océano Atlántico. El diseño, que se le atribuye a la reina misma, se encuentra basado en otra medalla británica de la Segunda Guerra Mundial, la Estrella de Atlántico, que fue diseñada por su padre, el rey Jorge VI.

## Criterios de eligibilidad
La medalla con roseta fue entregada a todos aquellos que completaron por lo menos un día de servicio entre las latitudes sur 35° y 60°, como así también quienes estuvieron convocados para zarpar desde la Isla Ascensión, entre el 2 de abril y el 14 de junio de 1982 (2 de abril fue el comienzo del conflicto con la Operación Rosario, mientras que el 14 de junio fue la fecha en que se firmó un alto al fuego, aunque la capitulación oficialmente no tuvo lugar hasta mediados de agosto). Si la medalla posee la roseta, significa que se trata de alguien que participó en aquel período de tiempo en el conflicto y que, muy probablemente, entró en combate.
La medalla sin roseta fue otorgada a aquellos que cumplieron treinta días continuos de servicio entre las latitudes sur 7° y 60° entre el 2 de abril y el 14 de junio (período de tiempo que debía ser computado hasta no después del 12 de julio de 1982). Como resultado de una investigación llevada a cabo por un investigador académico de manera privada, John Holmes, a partir del 1 de octubre de 2014 se extendió el período para ser condecotado con una medalla sin roseta hasta la fecha del 21 de octubre de 1982. La modificación se debe a que la base RAF Stanley permitió la operación de los RAF Phantoms en las islas tras el 14 de junio, fuerzas que permanecieron en las islas ante el peligro de otro ataque argentino posterior a la fecha, como así también para todos aquellos que colaboraron para resguardar los lugares minados, las trampas cazabobos, el entierro de cadáveres, como todos los hechos posbélicos que tuvieron que llevarse a cabo.
Las medallas con roseta son algo inédito en la historia británica en parte por la rapidez y barato de su fabricación, destacándose además que menos de 200 medallas fueron entregadas a las fuerzas aéreas. Esta particularidad se debe a que muchos aviadores se encontraban a la espera de entrar en combate en la isla Ascensión y nunca lo hicieron. La excepción fue el apoyo aéreo que se brindó a las fuerzas anfibias que desembarcaron en la bahía de San Carlos el 1 de junio de 1982.[cita requerida]
Aquellos que fueron mencionados en los despachos durante las acciones bélicas portan también una hoja de roble sobre la cinta.
Los recipendarios de la Medalla del Atlántico Sur no califican con su período para recibir la Medalla al Servicio en Campaña Acumulado, otra distinción que se entrega a quienes cumplieron determinado tiempo en servicio en las fuerzas armadas.

## Recipendarios
Inicialmente, fueron otorgadas 29.700 medallas, entre los que se incluye al príncipe Andrés de York. Miembros de la Marina Mercante y civiles también podían ser considerados para ser condecorados, de esta manera, civiles que cumplieron funciones en la Isla Ascensión, como integrantes del NAAFI, empresa estatal dedicada a insumos militares, la artista de guerra Linda Kitson y periodistas que acompañaron a las fuerzas británicas, como Michael Nicholson fueron condecorados.
A la fecha del 3 de noviembre de 2017, como resultado de la extensión del período hasta el 21 de octubre de 1982, se otorgaron 3626 medallas sin roseta.
| Rama                                                                                                  | Medallas entregadas |
| --- | ------------------- |
| Ejército Británico                                                                                    | 6.968               |
| Fuerza Aérea Real Británica                                                                           | 2.008               |
| Marina Real Británica                                                                                 | 12.927              |
| Royal Marines                                                                                         | 3.729               |
| Real Flota Auxiliar                                                                                   | 1.960               |
| Marina mercante/civiles                                                                               | 2.090               |
| Medalles otorgadas posteriormente a 2014, en extensión del período a partir del 21 de octubre de 1982 | 3.626               |